# 14365 Jeanpaul
14365 Jeanpaul (1988 RZ2) là một tiểu hành tinh vành đai chính được phát hiện ngày 8 tháng 9 năm 1988 bởi F. Borngen ở Tautenburg.